# Plutodiplosis magnifica
Plutodiplosis magnifica är en tvåvingeart som beskrevs av Jean-Jacques Kieffer 1912. Plutodiplosis magnifica ingår i släktet Plutodiplosis och familjen gallmyggor.
Artens utbredningsområde är Sri Lanka. Inga underarter finns listade i Catalogue of Life.